# Bill Campbell
Pour les articles homonymes, voir Campbell.
Pas d'image ? Cliquez ici

a Compétitions nationales et continentales officielles uniquement.

b Matchs officiels uniquement.
Dernière mise à jour le 6 mars 2023.
 William Alexander Campbell, né le 28 novembre 1961 à Brisbane, est un joueur de rugby à XV qui a joué avec l'équipe d'Australie au poste de deuxième ligne (2,02 m pour 118 kg).  

## Carrière
Il a effectué son premier test match contre l'équipe des Fidji  le 9 juin 1984 et le dernier contre l'équipe de Nouvelle-Zélande, le 18 août 1990.
Il a disputé six matchs de la Coupe du monde de 1987, dont cinq comme titulaire.
Il a arrêté prématurément sa carrière de joueur pour privilégier ses études et devenir chirurgien.

## Palmarès
- Sélections avec l'Australie : 22
- Sélections par année : 1 en 1984, 7 en 1986, 7 en 1987, 1 en 1988, 4 en 1989 et 2 en 1990